# Rasserivier
Rasserivier (Samisch: Rássejohka) is een rivier annex beek, die stroomt in de Zweedse  gemeente Kiruna. De rivier ontstaat op de hellingen van een bergplateau. Ze stroomt de 700 meter hoge hellingen af, rechtstreeks naar de Könkämärivier. Ze is circa acht kilometer lang.
Afwatering: Rasserivier → Könkämärivier →  Muonio → Torne → Botnische Golf